# Thierry Gale
Thierry Mikael Gale (ur. 1 maja 2002 w Bridgetown) – barbadoski piłkarz grający na pozycji środkowego napastnika w klubie Bolton Wanderers.

## Kariera juniorska
Gale grał jako junior w Pro Shottas Soccer School (2017–2018).

## Kariera seniorska

### Notre Dame SC
Gale grał dla Notre Dame SC w 2018 roku. Rozegrał tam 3 mecze, strzelając 7 goli.

### Budapest Honvéd FC II
Gale wystąpił w rezerwach Budapest Honvéd FC 11 razy, nie zdobywając żadnej bramki.

### Budapest Honvéd FC
Gale przeszedł do seniorskiej drużyny Budapest Honvéd FC 21 lipca 2020. Zadebiutował on dla tego klubu 21 sierpnia 2020 w meczu z MTK Budapest FC (przeg. 3:1). Pierwszą bramkę zawodnik ten zdobył 28 października 2020 w wygranym 0:2 spotkaniu Pucharu Węgier przeciwko Csács SE.

## Kariera reprezentacyjna
| Mecze i gole w reprezentacji | Mecze i gole w reprezentacji | Mecze i gole w reprezentacji | Mecze i gole w reprezentacji | Mecze i gole w reprezentacji | Mecze i gole w reprezentacji | Mecze i gole w reprezentacji | Mecze i gole w reprezentacji                         |
| Barbados U-17                | Barbados U-17                | Barbados U-17                | Barbados U-17                | Barbados U-17                | Barbados U-17                | Barbados U-17                | Barbados U-17                                        |
| Lp.                          | Data                         | Miejsce                      | Gospodarz                    | Gość                         | Wynik                        | Gol                          | Rozgrywki                                            |
| ---------------------------- | ---------------------------- | ---------------------------- | ---------------------------- | ---------------------------- | ---------------------------- | ---------------------------- | ---------------------------------------------------- |
| 1.                           | 02.05.2019                   | Bradenton                    | Gwatemala U-17               | Barbados U-17                | 1:1                          | Gol                          | Mistrzostwa Ameryki Północnej U-17 2019              |
| 2.                           | 06.05.2019                   | Bradenton                    | Kanada U-17                  | Barbados U-17                | 4:0                          |                              | Mistrzostwa Ameryki Północnej U-17 2019              |
| Barbados U-20                |                              |                              |                              |                              |                              |                              |                                                      |
| Lp.                          | Data                         | Miejsce                      | Gospodarz                    | Gość                         | Wynik                        | Gol                          | Rozgrywki                                            |
| 1.                           | 19.02.2020                   | Bayamón                      | Bermudy U-20                 | Barbados U-20                | 2:3                          | Gol · Gol                    | Mistrzostwa Ameryki Północnej U-20 2020 – eliminacje |
| 2.                           | 22.02.2020                   | Bayamón                      | Portoryko U-20               | Barbados U-20                | 0:4                          | Gol                          | Mistrzostwa Ameryki Północnej U-20 2020 – eliminacje |
| 3.                           | 23.02.2020                   | Bayamón                      | Kajmany U-20                 | Barbados U-20                | 0:3                          |                              | Mistrzostwa Ameryki Północnej U-20 2020 – eliminacje |
| Barbados                     |                              |                              |                              |                              |                              |                              |                                                      |
| Lp.                          | Data                         | Miejsce                      | Gospodarz                    | Gość                         | Wynik                        | Gol                          | Rozgrywki                                            |
| 1.                           | 25.03.2018                   | Bridgetown                   | Barbados                     | Bermudy                      | 0:0                          |                              | Mecz towarzyski                                      |
| 2.                           | 04.06.2018                   | Bridgetown                   | Barbados                     | Belize                       | 0:0                          |                              | Mecz towarzyski                                      |
| 3.                           | 05.08.2018                   | San Pedro                    | Belize                       | Barbados                     | 1:0                          |                              | Mecz towarzyski                                      |
| 4.                           | 21.08.2018                   | Bridgetown                   | Barbados                     | Jamajka                      | 2:2                          |                              | Mecz towarzyski                                      |
| 5.                           | 06.09.2019                   | Bridgetown                   | Barbados                     | Saint-Martin                 | 4:0                          | Gol                          | Liga Narodów CONCACAF 2019/2020                      |
| 6.                           | 09.09.2019                   | George Town                  | Kajmany                      | Barbados                     | 3:2                          |                              | Liga Narodów CONCACAF 2019/2020                      |
| 7.                           | 05.06.2021                   | Santo Domingo                | Dominikana                   | Barbados                     | 1:1                          |                              | Mistrzostwa Świata 2022 – eliminacje                 |